# Liebfrauenkirche (Magdeburg)

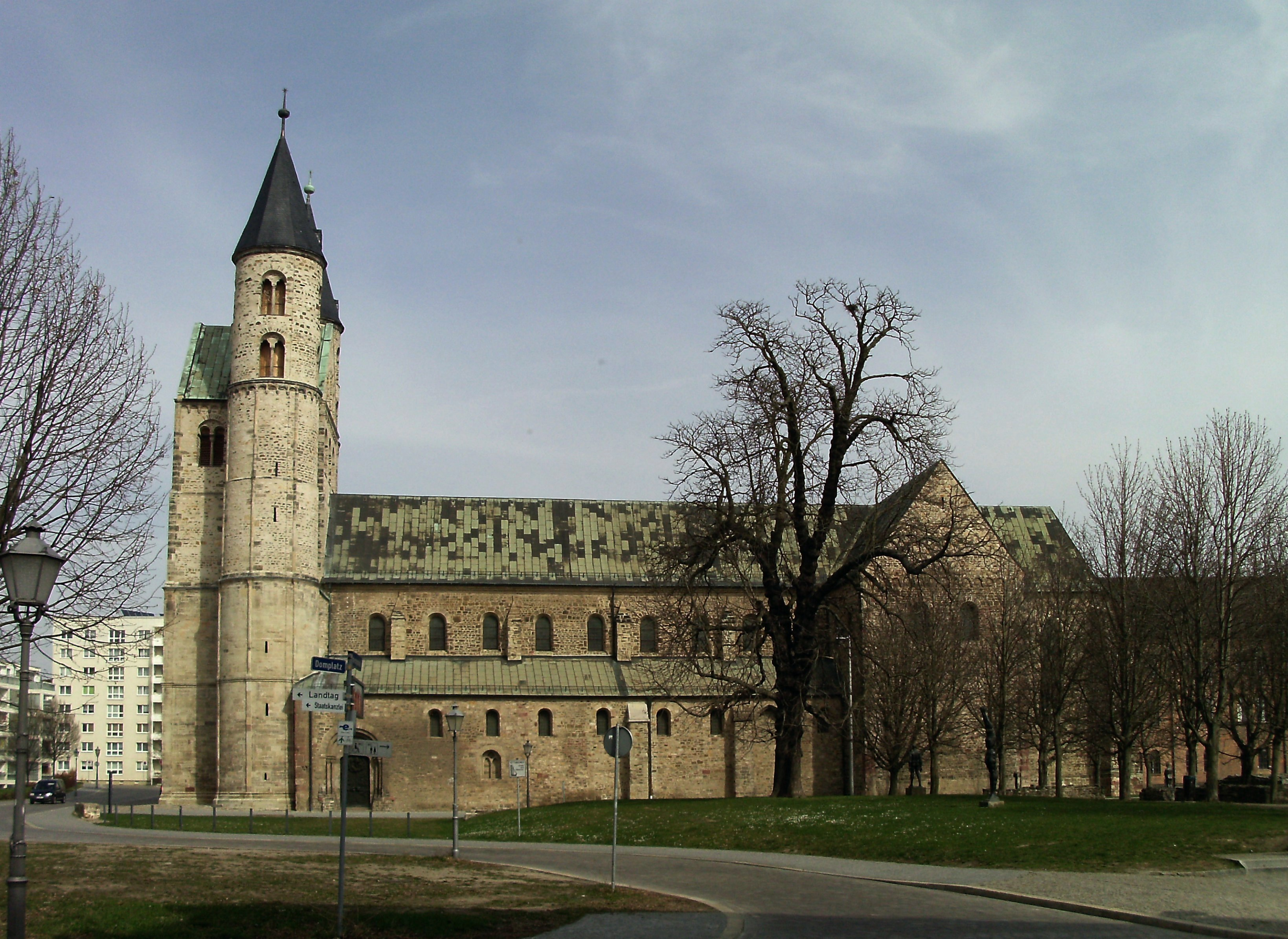
Liebfrauenkirche von Süden

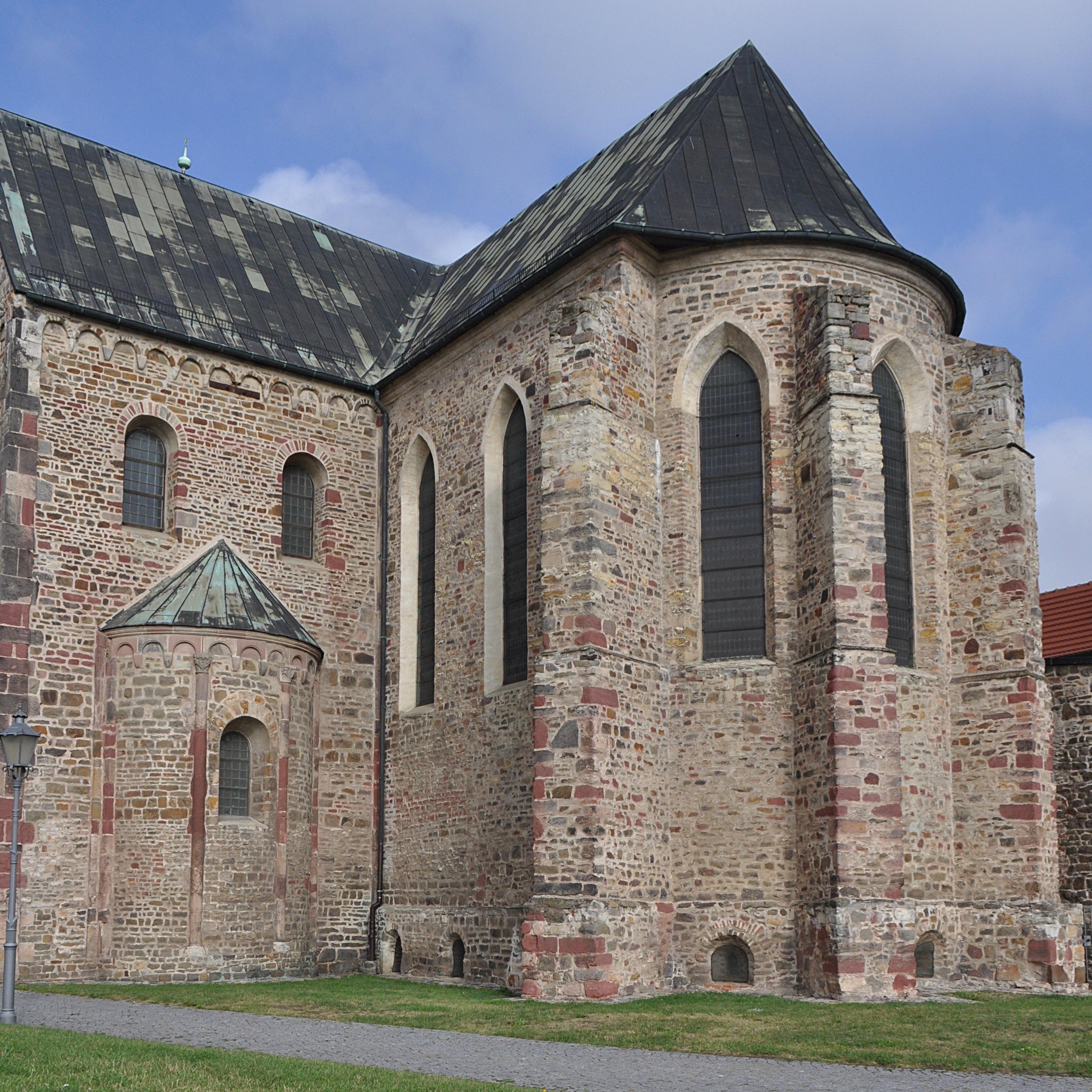
Gotischer Chor, romanische Nebenapsis

Die Liebfrauenkirche in Magdeburg ist die seit 1977 profanierte Kirche des ehemaligen Prämonstratenser-Klosters Unser Lieben Frauen, das seit 1974 das Kunstmuseum Magdeburg beherbergt. Von 1977 bis zu ihrer erneuten Restaurierung 2020/2021 fungierte sie als Konzerthalle Georg Philipp Telemann, seither wird sie nur noch sporadisch als Konzerthalle genutzt, erfüllt aber als Räumlichkeit des Museums vielfältige Funktionen.
Das Kloster Unser Lieben Frauen war 1017/18 als Kollegiatsstift gegründet worden und gehörte seit 1129 den Prämonstratensern. Seit 1591 war es evangelisch, und 1832/34 wurde es säkularisiert.

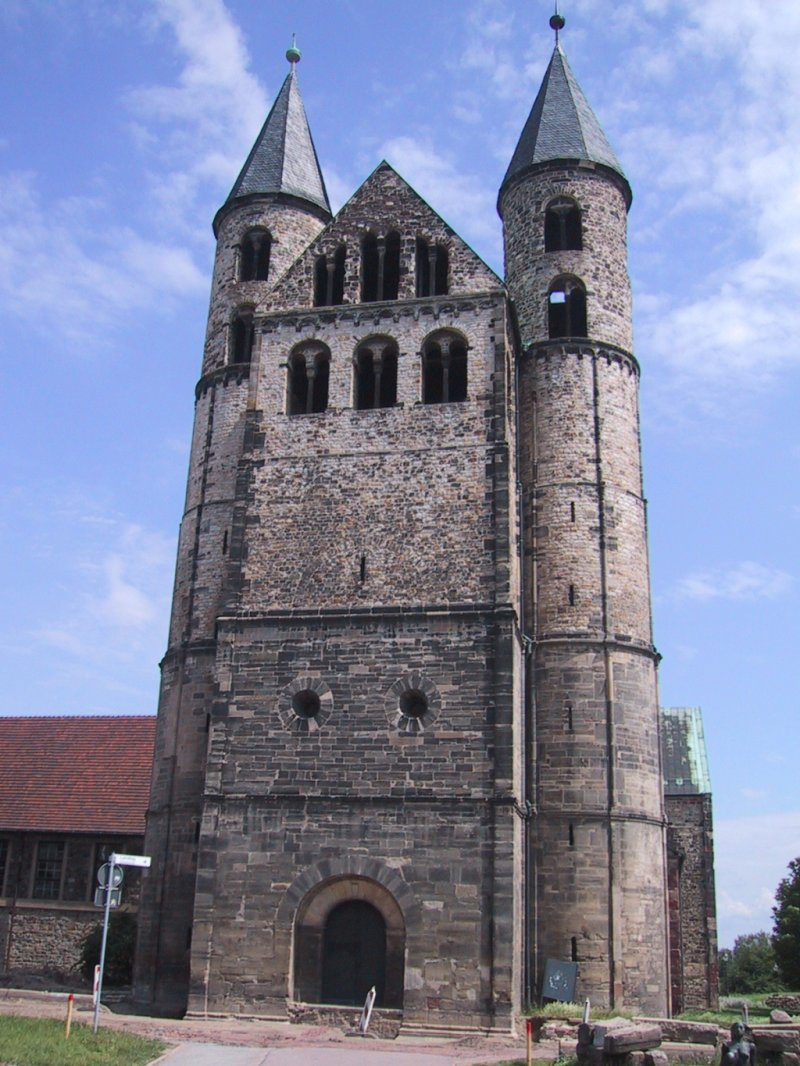
Westwerk mit den 43,9 m hohen Türmen

Die Errichtung der heutigen romanische Kreuzbasilika  begann unter Erzbischof Werner von Steußlingen (1063–1078), der schon in der Kirche beigesetzt wurde. Unter Erzbischof Norbert von Xanten (1126–1134), der 1120 den Prämonstratenserorden gegründet hatte, wurde das Westwerk fertiggestellt. Es besteht aus einem niedrigen quadratischen Mittelturm mit Satteldach in Richtung der Kirchachse, flankiert von zwei etwas höheren Rundtürmen in den Winkeln zwischen diesem und den Seitenschiffen.
Nach einem Brand im Jahr 1188 kam es zu einigen Umbauten, die Säulen der Arkaden wurden durch Pfeiler ersetzt. Im Winkel zwischen Chor und Nordquerhaus entstand die sogenannte hochsäulige Kapelle.
Nach dem Brand des ottonischen Magdeburger Doms diente Unser Lieben Frauen bis 1363 als Kathedrale des Erzbistums Magdeburg. Die bedeutendste architektonische Neuerung in dieser Zeit war der Einbau von Gewölben 1221–1222 (d). Mittelschiff und Querhaus erhielten frühgotische Kreuzrippengewölbe, die Seitenschiffe jedoch spitzbogige Kreuzgratgewölbe, wie im Burgund schon Ende des 11. Jahrhunderts aufgekommen (Cluny III ab 1188), aber in Seitenschiffen von Zisterzienser- und manchen anderen Ordenskirchen auch in der Frühgotik verbreitet. Den beidseits je neun Jochen der Seitenschiffe entsprechen im Mittelschiff vier sechsfeldrige Doppeljoche (nach dem Muster der frühen französischen Gotik, beispielsweise der Kathedrale von Laon, und ganz im Westen ein vierfeldriges Joch. Nur die Bogenfriese unterhalb der Obergaden erinnern an zu der Zeit schon altertümliche Bauten wie Sant’Ambrogio in Mailand (1. Drittel 12. Jahrhundert) und St. Aposteln (1. Viertel 13. Jahrhundert (!)) in Köln.
Zur Schaffung von Laufgängen wurden hinter den Wandvorlagen der Mittelschiffsgewölbe aus den romanischen Hochschiffswänden Übergänge von Joch zu Joch herausgemeißelt – im Unterschied zum Bremer Dom, der ab 1224 neue, dünnere Hochschiffswände erhielt.
Die Ecken der Doppeljoche, nicht aber ihre Zwischenpfeiler, sind außen mit Strebepfeilern abgestützt, die auf den Gewölben der Seitenschiffe stehen, die an den entsprechenden Stellen ebenfalls Strebepfeiler haben.
Der Chor erhielt 1500 neue Gewölbe und Spitzbogenfenster, jedoch stürzten diese Gewölbe und die Südwand des Chors 1652 ein. Die Wiederherstellung wurde erst zwischen 1696 und 1700 abgeschlossen. Nach erneutem Verlust der Chorgewölbe im Zweiten Weltkrieg hatte dieser Bereich eine flache Decke. Seit der Umgestaltung zum Konzertsaal befand sich im Chorraum anstelle eines Altars eine Orgel von Jehmlich Orgelbau Dresden (Opus 1000) aus dem Jahre 1979. Sie war mit vier Manualen, 63 Registern und über 5300 Pfeifen bis zur Einweihung der Hauptorgel im Magdeburger Dom im Jahre 2008 die größte Orgel der Stadt. Hans Otto war von 1984 bis 1992 Titularorganist der Konzerthalle. Ihm folgte Ulrich Bremsteller (bis 2008). Die Orgel wurde zusammen mit den Domorgeln und der Orgel der Kathedrale St. Sebastian beim Internationalen August-Gottfried-Ritter-Orgelwettbewerb genutzt. Im Rahmen der zweijährigen Sanierung der Klosterkirche (bis 2020: Konzerthalle „Georg Philipp Telemann“) wurde die Orgel eingelagert. Nach dem Abbau der Orgel wurden die flache Holzbalkendecke über ihr entfernt und das im Zweiten Weltkrieg zerstörte Gewölbe rekonstruiert. Zum Zeitpunkt der Wiedereröffnung der sanierten Klosterkirche am 17. September 2022 wurde das Instrument nicht wieder aufgestellt.

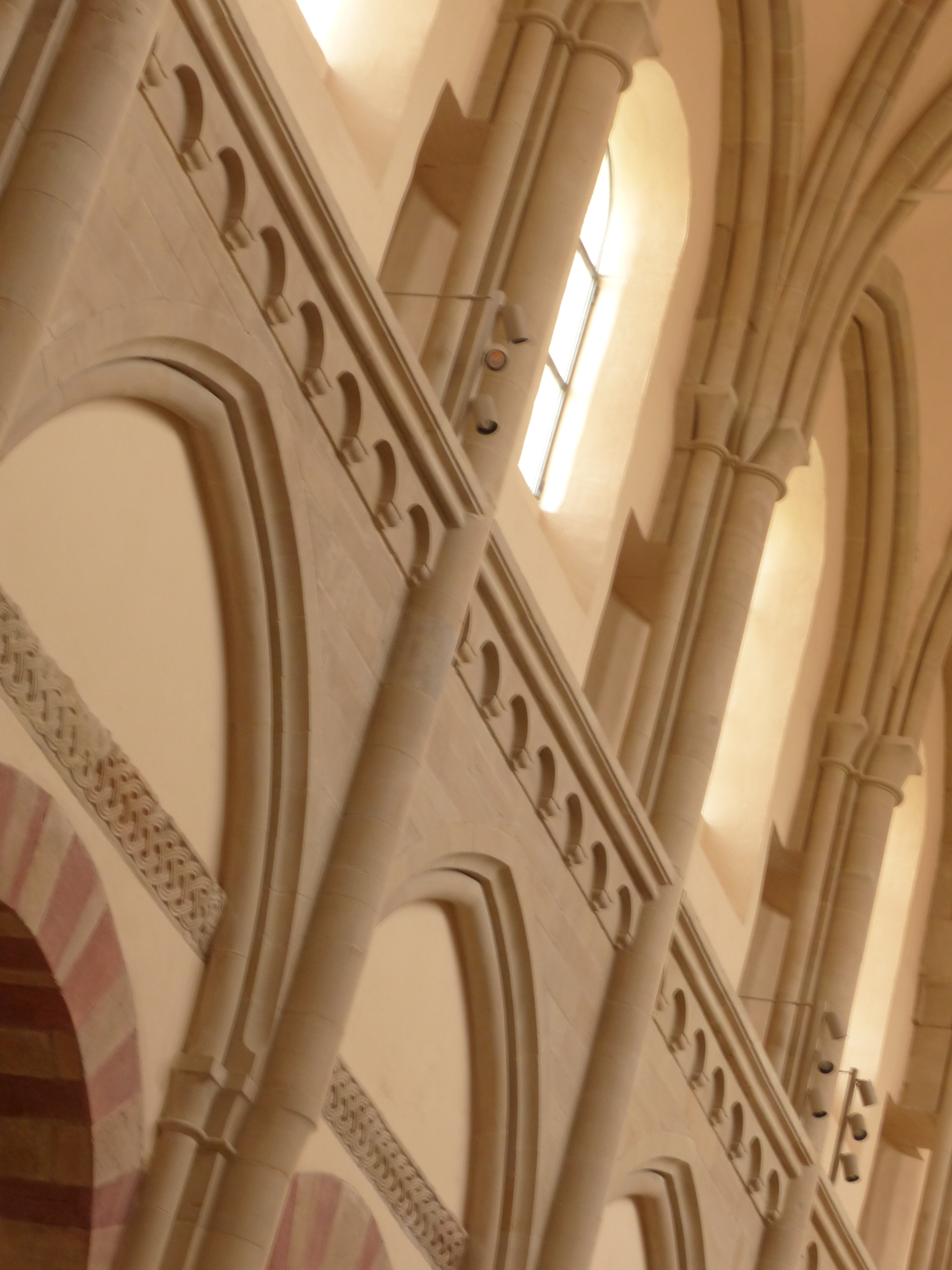
Laufgänge auf Spitzbögen und hinter Gewölbevorlagen
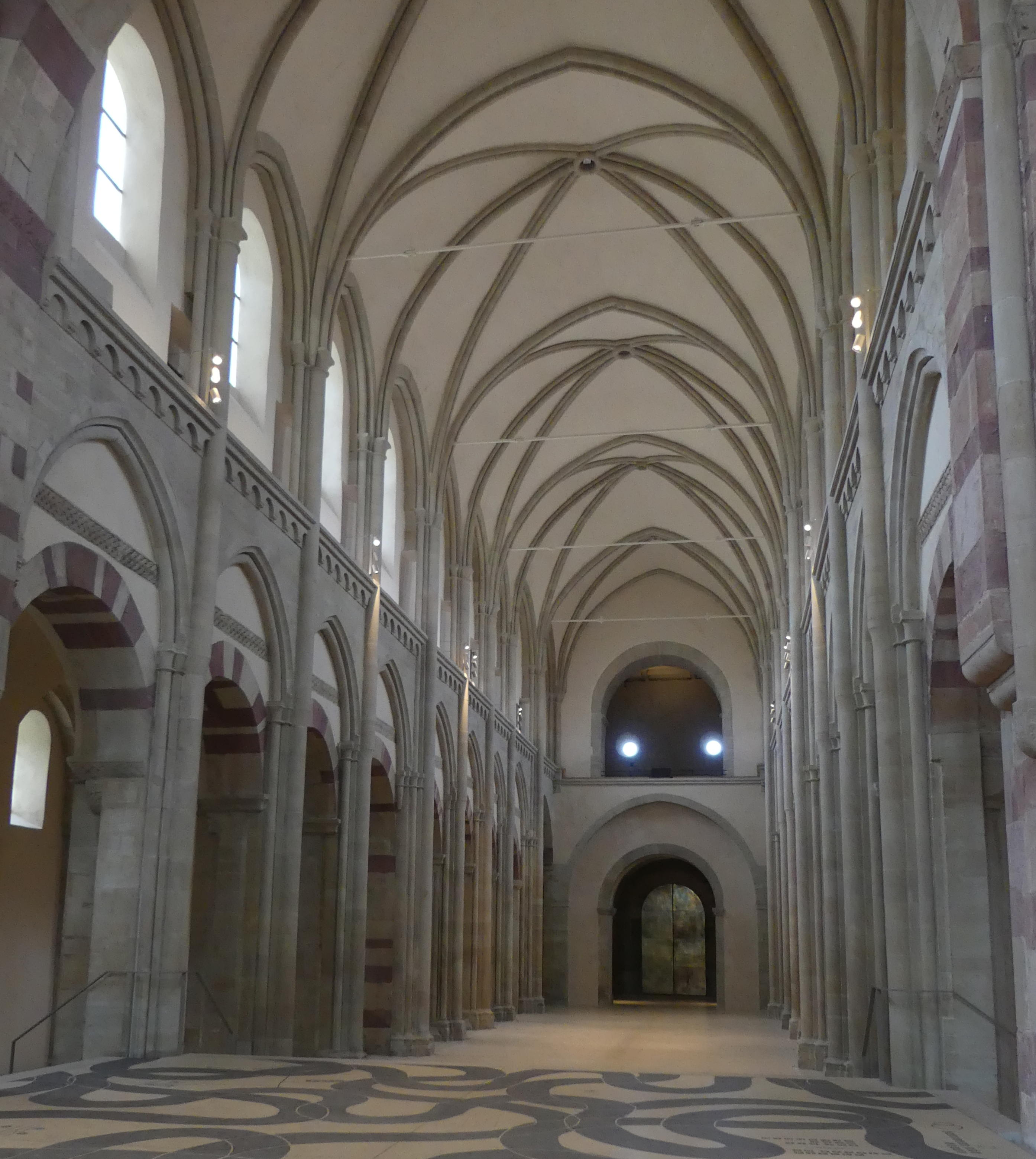
Mittelschiff mit 1221 eingezogenem gotischen Gewölbe
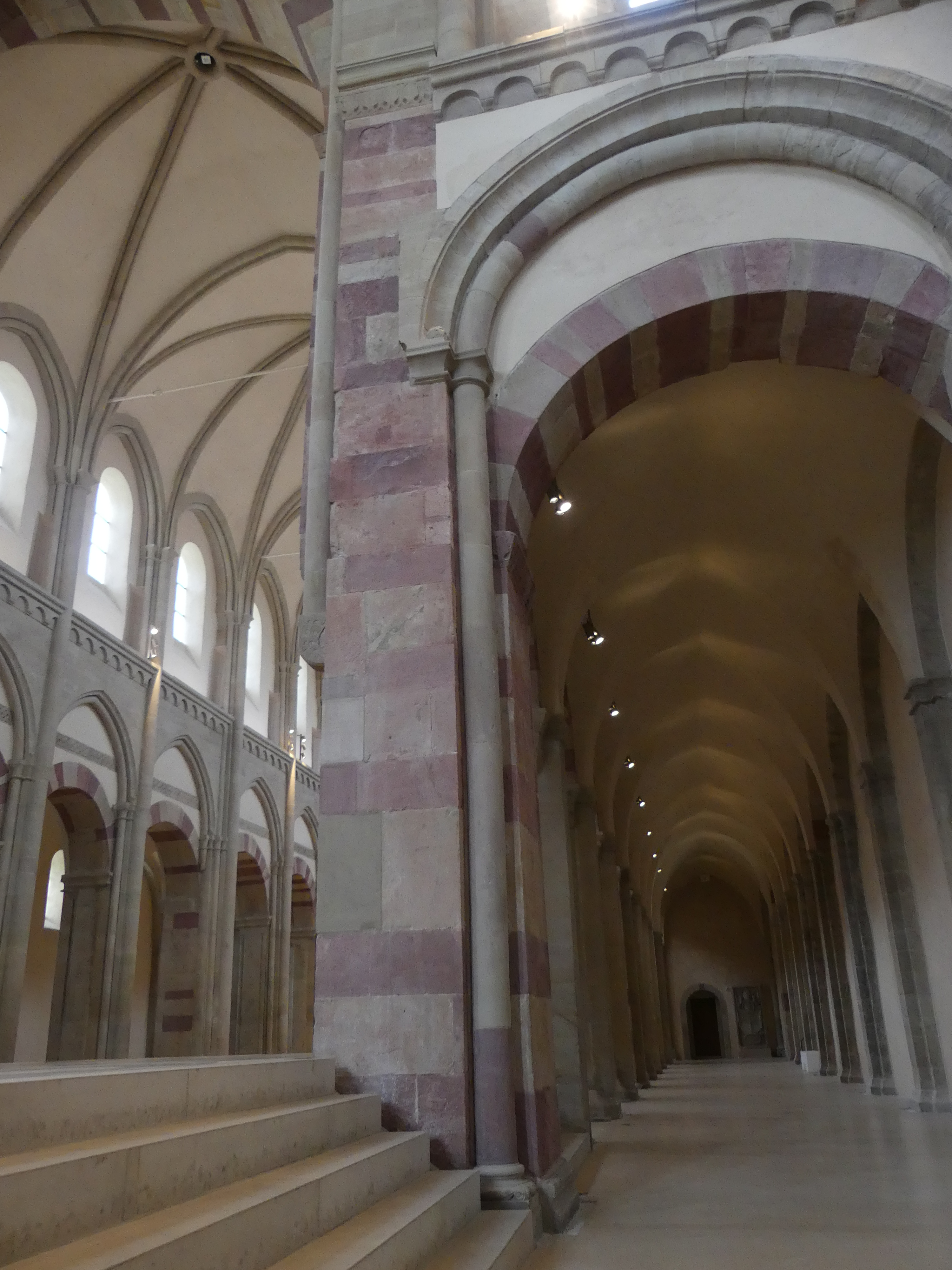
Seitenschiffe mit spitzbogigen Kreuzgratgewölben